# Vidče
Vidče település Csehországban, Vsetíni járásban. Vidče Velká Lhota, Zubří, Rožnov pod Radhoštěm, Střítež nad Bečvou és Valašská Bystřice településekkel határos. Lakosainak száma 1767 fő (2024. január 1.).

## Népesség
A település lakosságának változását az alábbi diagram mutatja:
| Lakosok száma | 1437 | 1633 | 1462 | 1606 | 1490 | 1647 | 1717 | 1747 | 1673 | 1767 |
|               | 1869 | 1900 | 1921 | 1961 | 1980 | 2011 | 2016 | 2019 | 2021 | 2024 |